# Bilal Hassani
Pour les articles homonymes, voir Hassani.
Bilal Hassani est un auteur-compositeur-interprète et influenceur français, né le 9 septembre 1999 à Orsay.
Il se fait connaître grâce à ses vidéos postées sur sa chaîne YouTube et en participant à l'émission The Voice Kids en 2015, où il interprète Rise Like a Phoenix de Conchita Wurst. Sa carrière de chanteur prend un tournant décisif lorsqu'il est choisi pour représenter la France au Concours Eurovision de la chanson 2019 avec son titre Roi. Cette chanson, célébrant l'acceptation de soi, est coécrite avec le duo Madame Monsieur et devient rapidement un hymne pour la jeunesse LGBTQ+.
La même année, Hassani sort son premier album, Kingdom, qui connaît un succès notable. Il enchaîne avec un deuxième album, Contre soirée, publié en novembre 2020, où il continue d'explorer des sonorités pop urbaines tout en abordant des thèmes plus personnels. En octobre 2022, il revient avec un troisième album intitulé Théorème, qui marque une évolution vers des productions plus expérimentales et pop.
Le 15 décembre 2023, Hassani sort une compilation de ses meilleurs titres, Héritage, qui conclut une première phase de sa carrière.
En 2024, Bilal Hassani fait ses débuts au cinéma dans le long-métrage Les Reines du drame réalisé par Alexis Langlois. Ce film, au style exubérant, met en scène des personnages queer et explore avec audace les thématiques de l’identité et de la marginalisation. Le rôle de Bilal dans ce film est salué pour son énergie et son authenticité.
Bilal Hassani demeure un fervent défenseur des droits LGBTQ+, utilisant sa notoriété pour promouvoir des messages d’acceptation et de diversité.

## Biographie

### Origines, enfance et vie privée
Bilal Hassani naît le 9 septembre 1999 à Orsay (Essonne), dans une famille marocaine. Sa mère vit en France, tandis que son père vit à Singapour,. Il a un frère aîné, Taha, né en 1995.
Dès l'école primaire, il subit des remarques homophobes et sexistes de la part de camarades de classe, alors qu'il ne connaît même pas encore son orientation sexuelle à cette époque.
Le 23 juin 2017, Bilal Hassani annonce publiquement son homosexualité sur les réseaux sociaux, la veille de sa participation à la marche des fiertés de Paris.
En septembre 2022, lors d'une interview dans l'émission Sept à huit sur TF1, il révèle avoir été violé en 2019 par une personne de son entourage.

### Carrière musicale

#### Saison 2 deThe Voice Kids
Bilal Hassani commence le chant à l'âge de cinq ans, puis prend des cours de chant.
En 2015, poussé par son ami Nemo Schiffman, il participe à la deuxième saison de The Voice Kids, se présentant aux auditions à l'aveugle en interprétant Rise Like a Phoenix de Conchita Wurst, qu'il dit admirer. Il rejoint alors l'équipe de Patrick Fiori. Il est éliminé lors de l'épreuve des battles, où il était en compétition avec Lennikim, éliminé également.

#### Concours Eurovision de la chanson 2019
Bilal fait partie des dix-huit candidats participant en janvier 2019 à Destination Eurovision, le concours de chant diffusé sur France 2 visant à choisir le futur représentant de la France au Concours Eurovision de la chanson 2019,,. Le morceau qu'il présente, écrit avec le duo Madame Monsieur, s'intitule Roi et traite de l'acceptation de soi. Sortie le 4 janvier 2019, la vidéo atteint les trois millions de vues en dix jours. Grand favori,, de Destination Eurovision, Bilal Hassani commence une tournée médiatique,. Il est le premier artiste ouvertement homosexuel à représenter la France lors de l'Eurovision.
Le 12 janvier 2019, lors de la demi-finale de Destination Eurovision, il obtient 58 points sur les 60 attribués par le jury international et 57 points du public français, totalisant ainsi 115 points et se qualifiant pour la finale aux côtés de Chimène Badi, Silvàn Areg et Aysat,,. Il remporte la finale, le 26 janvier 2019, avec 200 points, dont 150 du public,,.

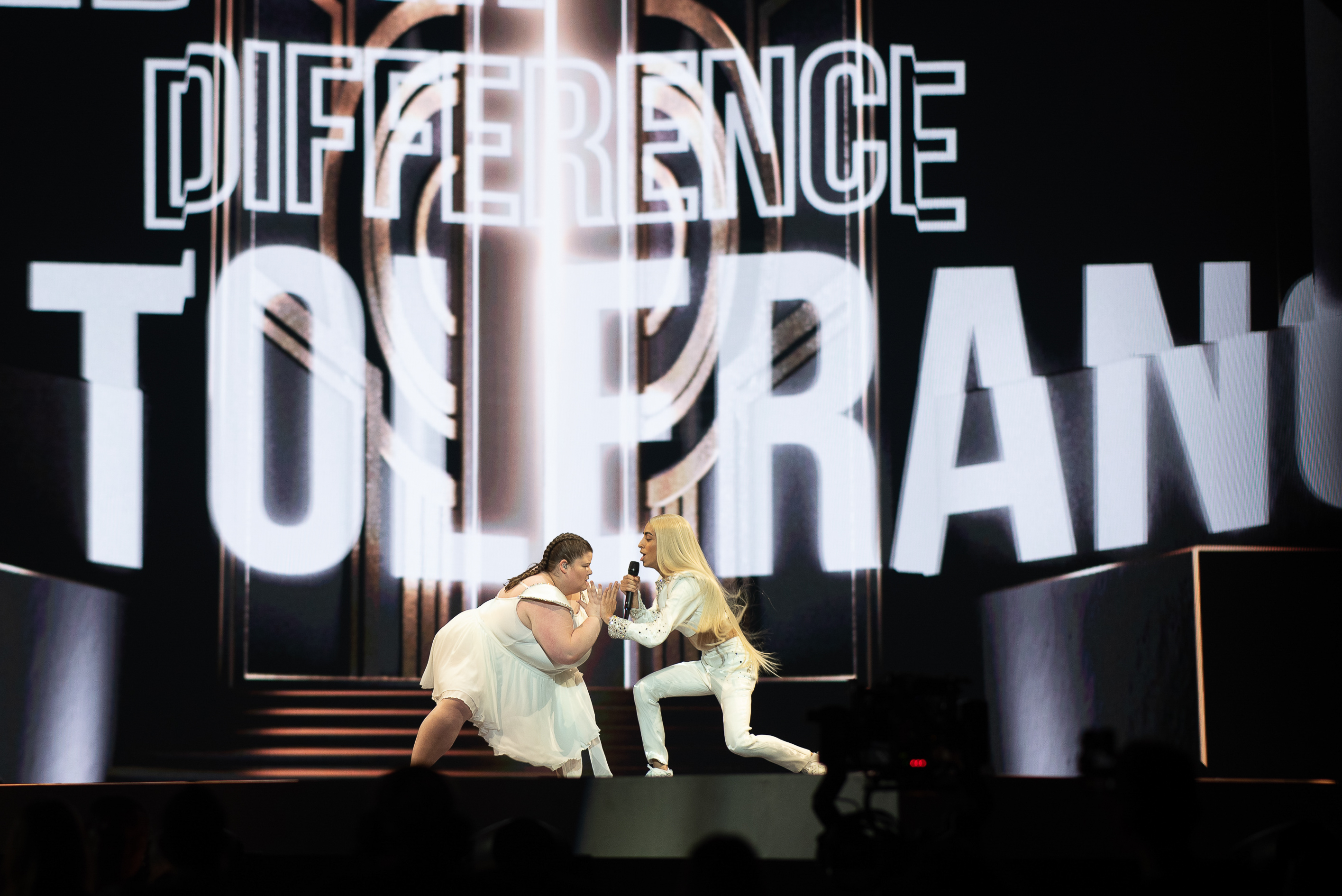
Répétition de Roi à l'Eurovision 2019.

Le 18 mai 2019, lors de la finale du concours se tenant à l'Expo Tel Aviv de Tel Aviv, Bilal Hassani interprète Roi. Il se classe seizième sur les vingt-six pays participants, avec 105 points (67 points étant attribués par les jurys nationaux et 38 par le public).

#### 2019
Il sort son premier album, Kingdom, contenant les singles Roi, Jaloux et Fais Beleck, le 26 avril 2019.
Le 10 octobre 2019, il sort une chanson et un clip intitulés Monarchie absolue, en duo avec le rappeur Alkpote. La nouvelle de la collaboration surprend, tant les deux artistes sont à l'opposé : Bilal Hassani, au répertoire pop, est ouvertement homosexuel et efféminé, tandis qu'Alkpote est un rappeur aux textes crus qui avait déclaré être « complètement homophobe » en 2015. Alkpote affirme avoir changé d'opinion et que la musique ouvre les frontières. Bilal Hassani déclare de son côté qu'Alkpote est « quelqu'un de très gentil et professionnel », ayant eu l'audace d'accepter sa proposition de collaboration, là où d'autres rappeurs auraient refusé par peur pour leur street-crédibilité. Il ajoute ensuite qu'une série intitulée FLICS avec les deux personnages du clip sera diffusée sur YouTube.
Le même jour, Bilal Hassani sort la réédition de son album Kingdom, incluant six nouvelles chansons, dont les chansons Je danse encore et Monarchie absolue.
Il enchaîne ensuite avec une tournée française : le Kingdom Tour.

#### Contre-soiréeetDanse avec les Stars(2020-2021)
En septembre 2020, Bilal Hassani, ayant lui-même été victime de harcèlement scolaire, s'engage contre ce phénomène en annonçant sa volonté de mettre en place des actions dans les écoles.
Le 6 novembre 2020, il dévoile son deuxième album, Contre soirée, incluant les singles Fais le vide, Dead Bae et Tom.
Le 21 mai 2021, il sort le single Lights Off, accompagné d'un clip, extrait de son troisième album studio presque entièrement chanté en anglais, puis Baby.
Au côté du danseur professionnel Jordan Mouillerac, il participe à la onzième saison de Danse avec les stars qui débute le 17 septembre 2021. À cette occasion, il demande à danser avec un homme, ce qui est accepté. Il forme ainsi avec Jordan Mouillerac le premier couple de même genre de l'histoire de l'édition française de l'émission. Sa première prestation, particulièrement remarquée, lui vaut d'être le seul à obtenir les quatre buzz d'immunité. Il termine 2e de la compétition, derrière le chanteur Tayc.

#### Théorème(2022-2023)
En 2022, lors de la saison 12, il fait partie du jury de Danse avec les stars. Le 7 octobre, il publie un nouvel album intitulé Théorème, incluant les singles : Il ou Elle, Transfert Trottinette et Tout est ok.

## Icône LGBT+
Le magazine Têtu désigne Bilal Hassani comme faisant partie des « 30 LGBT+ qui bougent la France », et le journal Le Monde écrit qu'il « ne laisse personne indifférent ». Le magazine le décrit comme « une icône pour la jeunesse LGBT+ française ». À partir de décembre 2018, il est victime de cyberharcèlement et reçoit des menaces de mort, étant l'objet d'attaques racistes, sexistes et homophobes pour son homosexualité et son apparence androgyne ou féminine,. Cette haine augmente énormément à partir de sa sélection pour représenter la France à l'Eurovision 2019. Le 19 décembre 2018, plus de 70 célébrités se mobilisent à l'appel de l'association Urgence Homophobie, et Bilal Hassani est l'une d'elles et apparaît dans le clip de la chanson De l'amour,. Le chanteur obtient l'Out d'or de la Personnalité LGBTI de l'Année 2019 en juin 2019.
Dans son single Il ou Elle sorti en juin 2022, Bilal Hassani évoque l’exploration de son identité de genre. Voulant se défaire des injonctions à la binarité de genre, il indique utiliser à la fois les pronoms masculins et féminins et se reconnait comme genderfluid.

## Polémiques

### Accusations
Le 1er février 2019, la chaîne de télévision israélienne i24news dévoile des tweets datant de 2014 dans lesquels Bilal Hassani accuse Israël de crimes contre l'humanité via son compte officiel. Dans un second tweet, il prend la défense de l'humoriste Dieudonné, incitant les gens à « apprendre la vérité ». Bilal Hassani a été accusé par plusieurs médias d'antisémitisme. Le chanteur affirme ne pas être l'auteur de ces tweets, qui auraient été rédigés par un proche non identifié qui aurait eu accès à son compte, ajoutant qu'il avait à l'époque quatorze ans,.
Toujours en février 2019, une vidéo datant de juillet 2018 refait surface. On y voit Bilal Hassani dans la rue en chantonnant « La France a vraiment souffert, attentats par-ci, attentats par-là, wouh ! », ce qui indigne les internautes et certains élus. Henri Leroy, sénateur LR des Alpes-Maritimes, demande que Bilal Hassani soit « écarté d'urgence du concours » de l'Eurovision en raison d'« apologie du terrorisme ». Le sénateur a exprimé sa stupéfaction et celle de la France par l'auteur de cette vidéo qui banalise « ce drame qui a touché notre pays au cœur, laissant des familles et la Nation dans la peine ». Considérant ces accusations injustes, le chanteur que l'on voit sur la vidéo répond qu'il s'agit en réalité d'une célébration de la victoire française de la Coupe du monde de football de 2018, insistant sur le caractère parodique de la vidéo.
Les représentations de Bilal Hassani font régulièrement polémique dans les milieux catholiques traditionalistes. En décembre 2021, il apparaît en couverture du magazine LGBT Têtu dans une représentation rappelant une icône de la Vierge Marie.

### Annulation de concert à Metz
Le 5 avril 2023, à la suite d'un billet du blog intégriste « Lorraine catholique » posté le 28 mars 2023, il est contraint d'annuler un concert prévu dans une ancienne basilique devenue salle de concert à Metz après des menaces d'un collectif de catholiques d'extrême droite. Des militants de la même obédience envisagent un projet d’attentat contre le chanteur et son public, le parquet de Metz décidant de porter plainte après cette annulation. À la suite de cette affaire, une manifestation de soutien se tient en faveur du chanteur, le maire de cette ville François Grosdidier comparant lui ces groupes intégristes, dont « Aurora Lorraine », aux groupes talibans d'Afghanistan.
Le 15 janvier 2025, 4 hommes sont condamnés par le tribunal correctionnel de Paris pour « provocation à la haine » et « injure publique ».

## Discographie

### Albums
- 2019 : Kingdom
- 2020 : Contre soirée
- 2022 : Théorème

### Album live
- 2025 : L'affreuse (Concert piano-voix de 11 titres inédits, enregistré à l’Hyper Week-end Festival organisé par Radio France en janvier 2025)

### Chansons

#### Singles
- 2016 : Wanna Be
- 2017 : Follow Me
- 2017 : House Down
- 2018 : Shadows
- 2018 : Heaven with You ft. Anton Wick
- 2019 : Roi (top 7)[65]
- 2019 : Jaloux(top 52)[66]
- 2019 : Fais beleck (top 75)[67]
- 2019 : Je danse encore (top 46)[68]
- 2019 : Monarchie absolue, ft. Alkpote (top 131)[69]
- 2020 : Fais le vide (top 17)[70]
- 2020 : Dead bae (top 29)[71]
- 2020 : Tom (top 15)[72]
- 2021 : Papa maman
- 2021 : Lights Off
- 2021 : Baby
- 2022 : Il ou elle
- 2022 : Transfert Trottinette
- 2022 : Tout est ok
- 2023 : Marathon
- 2023 : Iconic
- 2023 : New Dimension

#### Participations
- 2017 : Un Noël rêvé (téléthon 2017)
- 2018 : De l'amour (Urgence Homophobie)
- 2020 : Et demain ? (Et demain ? Le collectif)
- 2020 : Les Gens heureux, avec Madame Monsieur
- 2020 : Le Pouvoir des fleurs 2020 (Tous unis au profit de l'Institut Pasteur)
- 2021 : Joy to the World (Noël et Nous)
- 2022 : SCANDALOSA RMX (MYSS KETA)
- 2022 : Dans la rue (Michel Polnareff La soirée événement France 2)
- 2023 : Play, avec Lorie (Hyper Lorie Vol. 1)

#### Reprises
- 2016 : Side to Side, d'Ariana Grande, ft. Nicki Minaj
- 2016 : Starboy, de The Weeknd, ft. Daft Punk
- 2017 : Shape of You, d'Ed Sheeran
- 2017 : Bad Liar, de Selena Gomez
- 2017 : Descendants 2 (medley), ft. SparkDise
- 2018 : Djadja, d'Aya Nakamura
- 2018 : Copines x Tout oublier (mashup), d'Aya Nakamura et Angèle
- 2023 : Play, de et avec Lorie

## Tournées
Aux prémices de sa carrière, Bilal Hassani organise un premier concert intitulé Wanna Be Tour en janvier 2017 au Théâtre Les Étoiles à Paris afin de promouvoir un de ses premiers singles, Wanna Be. Réputée pour être un véritable petit succès, il réussit à rassembler et créer une petite communauté. En 2019, Bilal s'est produit en showcase à plusieurs reprises dans plusieurs pays d’Europe afin de promouvoir son single Roi, titre représentant la France à l’Eurovision.
De 2019 à 2023, Bilal a lancé deux séries de concerts : Kingdom Tour et Théorème Tour. La majorité de ses titres est chorégraphiée et a droit à un costume dédié. Bilal Hassani est souvent accompagnée de danseurs lors de ses shows.
Le 6 décembre 2023, Bilal donne le coup d'envoi de sa résidence intitulée Cabaret de poussière au Zèbre de Belleville.
| Année(s)       | Nom                  | Dates          | Album soutenu         |
| Tête d'affiche | Tête d'affiche       | Tête d'affiche | Tête d'affiche        |
| -------------- | -------------------- | -------------- | --------------------- |
| 2019           | Kingdom Tour         | 16             | Kingdom               |
| 2022 - 2023    | Théorème Tour        | 18             | Théorème              |
| Live Stream    |                      |                |                       |
| 2021           | French Touch         | 1              | Contre soirée         |
| Concert unique |                      |                |                       |
| 2017           | Wanna Be Tour        | 1              | -                     |
| 2024           | Summer Utopia        | 1              | Glitter Sleaze Utopia |
| Résidence      |                      |                |                       |
| 2023 - 2024    | Cabaret de poussière | -              | Héritage              |

## Filmographie

### Cinema
- 2020 : Eurovision Song Contest: The Story of Fire Saga de David Dobkin : lui-même[77]
- 2024 : Nino dans la nuit de Laurent Micheli
- 2024 : Les Reines du drame de Alexis Langlois : Steevy Shady

### Télé-crochets

#### Candidat
- 2015 : The Voice Kids, sur TF1
- 2019 : Destination Eurovision 2019, sur France 2
- 2019 : Concours Eurovision de la chanson, sur France 2
- 2021 : Influenceurs : au cœur de la French House, sur C8 : 1 épisode
- 2021 : Danse avec les stars, sur TF1
- 2021 : Nabilla : sans filtre sur Amazon Prime Video[78]

#### Juré
- 2019 : Together, tous avec moi, sur M6 puis W9
- 2020 : Good Singers, sur TF1
- 2022 : Saison 1 de Drag Race France, sur France 2
- 2022 : Saison 12 de Danse avec les stars, sur TF1[79]
- 2023 : Saison 9 de The Voice Kids sur TF1 : co-coach

## Publications
- Jjong Tome 1, michel laffont, 2021[80],[81]  (ISBN 978-2-7499-4835-5)
- Singulier, Plon, 2019[82]

## Récompenses et nominations

### Récompenses
- 2019 : NRJ Music Awards : Révélation francophone de l'année[83]
- 2019 : Olympia Awards : Concert de l'année pour Kingdom Tour[84]
- 2019 : Out d’Or : Personnalité LGBTI de l’année[85]
- 2020 : MTV : Meilleur Clip de l’année

### Nominations
- 2020 : La Chanson de l'année : Je danse encore
- 2020 : Oh!MyMag Awards : Influenceur de l'année
- 2021 : Grammy Awards : Grammy Award de la meilleure compilation de sons pour un média visuel, pour Eurovision Eurovision Song Contest: The Story of Fire Saga[86]
- 2023 : Berlin Commercial Festival : Cultural impact
- 2023 : Berlin Commercial Festival : Costume styling
- 2023 : Berlin Commercial Festival : Cast